# Muppets 2 - Ricercati
Muppets 2 - Ricercati (Muppets Most Wanted) è un film del 2014 scritto e diretto da James Bobin, con protagonisti i Muppet, Ricky Gervais, Ty Burrell e Tina Fey, qui alla sua seconda apparizione in un film dei Muppet dopo I Muppets venuti dallo spazio del 1999. Sono inoltre presenti durante il film dei cameo di alcuni artisti delle serie tv di Disney Channel, tra i quali Ross Lynch, Bridgit Mendler e Debby Ryan; rispettivamente protagonisti delle serie televisive Disney Austin & Ally, Buona fortuna Charlie e Jessie.
La pellicola è il sequel del film I Muppet del 2011.

## Trama
Subito dopo il film precedente, i Muppet non sanno cosa fare fino a quando un uomo di nome Dominic Badguy suggerisce al gruppo di fare un tour europeo con lui come tour manager. All'insaputa dei Muppet, il perfido e malvagio genio criminale Constantine, che assomiglia a Kermit con l'unica differenza di un neo sulla guancia, fugge da un gulag siberiano per unirsi al suo compagno criminale Dominic in un complotto per rubare i gioielli della corona britannica.
A Berlino, Dominic assicura ai Muppets uno spettacolo in una sede prestigiosa. Frustrato dalle incessanti richieste del gruppo e dall'insistenza di Miss Piggy per sposarsi, Kermit va a fare una passeggiata su suggerimento di Dominic, Constantine gli tende un'imboscata, incolla un neo adesivo sulla faccia di Kermit e scappa via. Scambiato per il criminale, Kermit viene arrestato per errore e inviato nel Gulag siberiano da cui Constantine è scappato.
Prendendo il posto di Kermit (coprendo il suo neo), gli errori di Constantine nell'imitarlo sono coperti da Dominic (fingendosi raffreddato per il cambio di voce), con grande sospetto di Animal, ma il resto dei Muppet ci casca. Dopo che lo spettacolo di Berlino si apre con Constantine che si congela davanti al pubblico, Scooter deve presentare gli atti. Constantine e Dominic rubano dipinti da un museo vicino al teatro mentre i Muppet si esibiscono.
La mattina dopo, l'agente dell'Interpol Jean Pierre Napoleon e l'agente della CIA Sam Eagle si alleano a malincuore per catturare il colpevole che Napoleon crede essere la sua nemesi "Il Lemure", il criminale numero due al mondo dopo Constantine, che si rivela Dominic e lascia delle momento sulla scena del crimine con inciso l'animale.
Nel frattempo, Kermit tenta diverse fughe dal Gulag, ma viene ostacolato ogni volta dalla corrotta guardia carceraria Nadya, che è infatuata di lui quanto Miss Piggy. Così incurante che il vero Costantine sia libero, Nadya ordina a Kermit di aiutare a organizzare il talent show annuale dei prigionieri.
Seguendo le istruzioni nascoste sul dipinto rubato, Constantine e Dominic deviano il tour a Madrid. Constantine permette ai Muppet di eseguire ciò che desiderano, lasciando Walter confuso. Durante questo spettacolo, Constantine e Dominic irrompono in un museo e distruggono una stanza piena di busti per trovare una chiave necessaria per il loro piano. Anche se la performance è un disastro, i Muppet ricevono il plauso della critica. Sam e Napoleon deducono che il collegamento tra i crimini è il tour dei Muppet, e la coppia interroga i Muppet, solo che Constantine elude la coppia e gli altri vengono ritenuti troppo mal equipaggiati per essere colpevoli. Le istruzioni sulla chiave rubata portano Constantine e Dominic a programmare il prossimo spettacolo per rapinare la Banca d'Irlanda a Dublino.
A Dublino, Walter scopre che Dominic ha regalato biglietti per lo spettacolo e corrotto i critici per assicurarsi una sala gremita e recensioni entusiastiche, mentre Fozzie nota le somiglianze di Kermit e Constantine, dopo aver versato per sbaglio una salsa verde sul neo del criminale, cosa che fa notare a Walter appena arrivato. Constantine attacca i due per averlo smascherato, ma Animal lo respinge e i tre scappano, saltando su un treno di passaggio e decidono di salvare Kermit, capendo dove si trova, dal giornale. Durante lo spettacolo, Dominic ruba un vecchio medaglione dalla banca e Constantine fa la proposta di matrimonio a Miss Piggy sul palco; Piggy accetta e la coppia pianifica una falsa cerimonia di matrimonio che si terrà presso la Torre di Londra a Londra, dove sono conservati i gioielli della corona.
Fozzie, Walter e Animal raggiungono il Gulag siberiano la notte dello spettacolo e Kermit lo usa come copertura per consentire a loro, a se stesso e a tutti i prigionieri di fuggire dopo aver scoperto gli eventi recenti.
Kermit, Fozzie, Walter e Animal si infiltrano nel camerino di Constantine e lo sentono spiegare a Dominic che ha intenzione di uccidere Miss Piggy dopo che si sono sposati. Kermit e Fozzie vengono brevemente trattenuti da Sam (convinto di avere Costantine e il Lemure, dopo che i due criminali avevano lasciato il pollo di gomma dell'orso sull'ultima scena del crimine), ma scappano all'inizio del matrimonio e Dominic, con l'aiuto della Baby Band di Bobby Benson, riesce a rubare i gioielli. Kermit interrompe la cerimonia, rivelando lo stratagemma di un rabbioso e furibondo Constantine, e l'anello di Miss Piggy, in realtà una bomba, viene rimosso con il giubbotto attrattore di bombe magnetiche di Bunsen, indossato da Beaker.
Furioso, Constantine prende maleducatamente in ostaggio Miss Piggy e fugge su un elicottero, dove viene intercettato da Dominic, che intende tradirlo, stanco di essere il numero due. La rana criminale, dopo aver rimbrottato Dominic per essersi vantato del doppio gioco prima di scappare, lo espelle dall'elicottero e cerca di decollare con Piggy, ma Kermit, sempre più agguerrito, salta a bordo e il resto dei Muppet si arrampica l'uno sull'altro per fermare la fuga. Kermit e Piggy uniscono le forze per stordire Constantine, che viene arrestato con Dominic da Sam e Napoleon. Nadya arriva quindi a Londra per arrestare nuovamente Kermit per la fuga, ma Walter, Fozzie e Gonzo le dicono che se lei lo arresta, allora dovrà prendere anche loro. Nadya si arrende, permettendo a Kermit di liberarsi.
I Muppets, grazie alla sconfitta di Costantine che litiga con il traditore Dominic, piazzano la loro prossima sede al Gulag nel loro finale.

## Produzione
Il titolo di lavorazione del progetto fu The Muppets 2.
Le riprese del film sono terminate nel gennaio 2013 e sono state effettuate nel Regno Unito, in Inghilterra, tra le città di Londra, Iver Heath, Chatham, Greenwich ed altre location nelle contee di Oxfordshire e Buckinghamshire.

### Cameo
Al film partecipano numerose celebrità in brevi cameo; Tony Bennett, Hugh Bonneville, Tom Hollander, Sean "Diddy" Combs, Jemaine Clement, Rob Corddry, Mackenzie Crook, Toby Jones, Céline Dion, Lady Gaga, Zach Galifianakis, Josh Groban, Salma Hayek, Tom Hiddleston, Frank Langella, Ray Liotta, Ross Lynch, James McAvoy, Chloë Grace Moretz, Hornswoggle, Usher, Miranda Richardson, Saoirse Ronan, Til Schweiger, Russell Tovey, Danny Trejo, Stanley Tucci, Christoph Waltz.
I camei di Dexter Fletcher, Bridgit Mendler, Debby Ryan, Peter Serafinowicz, Jake Short e Tyrel Jackson Williams sono stati tagliati dalla versione finale del film. Le scene eliminate sono state poi inserite nella versione estesa in Blu-ray.

## Distribuzione
Il primo teaser trailer viene distribuito online il 6 agosto 2013.
La pellicola è stata distribuita nelle sale cinematografiche statunitensi a partire dal 21 marzo 2014. Inizialmente programmato per un'uscita cinematografica poi annullata, in Italia il film arriva direttamente su Sky Cinema il 20 dicembre 2014.
Nei cinema statunitensi il film è stato accompagnato dalla proiezione del cortometraggio Pixar Centro feste, con protagonisti i personaggi del film Monsters University del 2013. In Italia il corto si trova nel 3° Volume del DVD I corti Pixar.

## Riconoscimenti
- 2015 - Satellite Award
  - Nomination Miglior canzone originale (I'll Get What You Want)